# 师说
《師說》是唐代韓愈的作品，主要用於闡述為人師表的道理，以及師和學習的關係。是一篇贈送給其弟子李蟠的文章。

## 創作背景
唐代的士大夫往往區別門第，以從師問學為恥，韓愈則認為這是不良風氣，必須加以改變。 

## 內容簡述
《師說》提出正確的學習觀和態度，認為「師」，是用來傳授道理、教授學業、解釋疑惑的人。道理存在的地方，就是老師存在的地方。以孔子向老聃、師襄、郯子、萇弘等人學習為例，說明「聖人無常師」，孔子是聖人，但沒有固定的老師，任何人都可以作為老師。不應因官位貴賤或年齡長幼，就不肯向人學習。且「弟子不必不如師，師不必賢於弟子；聞道有先後，術業有專攻」，老師不一定比弟子優秀，弟子不見得比老師弱，這只是因為了解道理的時間有先有後，人人的在學術藝業方面各有專門之處。最終歸結為必須要從師問學，才能有所成就。